# 沃 (印第安納州)
沃是位於美國印地安納州布恩縣的一個非建制地區。該地的面積和人口皆未知。

## 地理
沃的座標為40°05′04″N 86°18′24″W / 40.08444°N 86.30667°W，而該地的平均海拔高度為292米（即958英尺）。